# Metalaeospira tenuis
Metalaeospira tenuis är en ringmaskart som beskrevs av Knight-Jones 1973. Metalaeospira tenuis ingår i släktet Metalaeospira och familjen Serpulidae. Inga underarter finns listade i Catalogue of Life.